# 水井真希
水井 真希（みずい まき、1990年8月10日 - 2023年7月23日）は、日本のグラビアアイドル、女優、映画監督、脚本家。

## 来歴・人物
十代で映画監督・園子温の作品に触発されて、映画撮影の現場を度々見学し、園に師事。その後、映画監督・特殊メイクアップアーティストの西村喜廣に師事して映像制作を学ぶ。映画『奇妙なサーカス』や『片腕マシンガール』で現場スタッフを務めつつ、幽霊役で映画に初出演したのを機に女優として活動を開始。映像やグラビアの作品を中心に活動を展開していた。
十代で見知らぬ男に拉致された連続少女拉致事件の被害体験を基に、企画、脚本を手掛け、監督した映画『ら』を制作、ゆうばり国際ファンタスティック映画祭 2014 オフシアターコンペティションで入選した。ボストンアンダーグランドフィルムフェスティバルなど、国内外10の映画祭で上映された。2015年3月7日に公開。
『ら』の監督として、性暴力に関するシンポジウムに参加したり、性犯罪の厳罰化を求める有志一同の記者会見に登壇し、性被害体験等について語ることもあった。
2023年7月23日に32歳で急逝したことが、同28日に姉によって明らかにされた

## 作品

### 映画
- 東京残酷警察（2008年10月4日公開、西村喜廣監督） - ピノキオ女 役／脚本協力・記録補佐
  - スピンオフ「映画が始まって、63分後」（2009年4月10日、西村喜廣監督） - ピノキオ女 役
- 吸血少女対少女フランケン（2009年8月15日公開、西村喜廣監督、友松直之監督）） - リスカ大会王者・工藤ひとみ 役[注 1]
  - スピンオフ「吸血少女フランケン」（2010年2月26日、西村喜廣監督） - 少女フランケン 役
- きょーれつ! もーれつ! 古代少女ドグちゃんまつり! スペシャルムービー・エディション パイロット版（2010年2月20日公開、西村喜廣監督） - キモスイガール 役
- THEレイパー<闇サイト編> 美姉妹・肌の叫び（2010年4月2日公開、国沢実監督） - 矢神麻衣 役
- 戦闘少女 血の鉄仮面伝説（2010年5月22日公開、井口昇監督、西村喜廣監督、坂口拓監督） - アストロガール・ナツミ 役
- 青春H イチジクコバチ（2011年1月29日公開、サトウトシキ監督） - 主演・田中みつ 役
- 兄嫁の肌は熱く甘く（2011年4月1日公開、国沢実監督） - 柏木里奈 役
- 富江アンリミテッド（2011年5月14日公開、井口昇監督） - 女子高生 役
- 終わらない青（2011年6月4日公開、緒方貴臣監督） - 主演・水月楓 役[注 2]
- AI〜ある彼女の世界征服?!（2011年6月21日、籠谷和樹監督） - 柊 役（友情出演）
- ヘルドライバー（2011年7月23日公開、西村喜廣監督） - くも女ゾンビ 役／脚本協力
- 劇場版はらぺこヤマガミくん（2012年3月3日公開、井口昇監督、西村喜廣監督、塩崎遵監督） - キノシタちゃん 役／オープニングのユーレイ 役／挿入歌「キノコとパンジー」
- SEXカウンセラー 変態えぐり療法（2012年6月29日公開、国沢実監督） - 沖本亜美 役
- The Hell Chef（2013年、西村喜廣監督） - 出演
- 青春H 星の長い一日（2013年2月2日公開、いまおかしんじ監督） - シロ 役
- 冴え冴えてなほ滑稽な月（2013年9月7日公開、島田角栄監督） - カレン 役
- 青春H マリア狂騒曲（2013年11月30日公開、井土紀州監督） - マリア 役
- ハイサイゾンビ（2014年08月08日公開、高山創一監督） - 踊るゾンビ 役／特殊メイク・特殊造形[9]
- 岩（2014年12月6日公開、国沢実監督） - 主演・岩 役[注 3]
- 歯まん（2015年2月20日、岡部哲也監督） - みどり 役[注 4]
- 【ら】（2015年3月7日公開、水井真希監督） - 監督／出演（ノンクレジット）[10][11][12][13]
- 虎影（2015年6月20日公開、西村喜廣監督） - 目なし 役／脚本協力
- 一瞬と永遠（2015年11月29日公開、浜田翔子監督） - 主演・津田愛美 役[14][15]。
- yellow road（2016年、西村喜廣監督）
- 蠱毒 ミートボールマシン（2017年、西村喜廣監督） - ユイ 役

### Vシネマ
- ZOMBIE TV（2013年12月18日　西村喜廣監督、田代尚也監督、幕野まえり監督） - ピンクゾンビちゃん 役

### WEBドラマ
- VISION CAST くろもの 全4話（2007年9月、監督：坂口拓） - 出演
- docomo公式サイト「男子禁制 女子限定」BL/ネコ耳な同級生（2009年4月25日、監督：草野陽花） - 出演　DVD「BL 〜僕の彼氏を紹介します〜」
- docomo公式サイト「男子禁制 女子限定」GL/制服の中の恋事情（2009年5月2日、監督：草野陽花） - 出演　DVD「GL 〜小悪魔たちの誘惑〜」
- docomo公式サイト「男子禁制 女子限定」TL/おにいちゃんとイケナイ遊び（2009年5月16日、監督：草野陽花） - 主演・カナ 役　DVD「TL 〜誰にも言えない秘密がある〜」
- docomo公式サイト「男子禁制 女子限定」TL/神様は見ちゃダメ（2009年5月23日、監督：草野陽花） - カナ 役　DVD「TL 〜誰にも言えない秘密がある〜」
- はらぺこヤマガミくん（2011年11月-2012年1月、井口昇監督、西村喜廣監督、塩崎遵監督） - キノシタちゃん 役／オープニングのユーレイ 役／挿入歌「キノコとパンジー」
- 進撃の巨人 ATTACK ON TITAN 反撃の狼煙 第2話「希望の弓矢」（2015年8月15日、尾上克郎監督） - 看護兵
- 進撃の巨人 ATTACK ON TITAN 反撃の狼煙 第3話「自由への旅立ち」（2015年8月15日、西村喜廣監督） - 看護兵

### PV
- ザ50回転ズ「KILLER」[16]（2011年）

### 楽曲
- キノコとパンジー[注 5]（2011年）

### イメージDVD作品
2007年
- 「teensブログ Vol.1」
- 「どきどきスクール」（スパークビジョン）
- 「どきどきスクール Vol.3」（スパークビジョン）

2008年
- 「Tセラ少女」
- 「萌えきゅん」
- 「あ・げ・る」
- 「ぷっくり～む」
- 「桃色聖春女学園 Vol.24」（レイフル）共演:神村みなみ・夏海・麦穂

2009年
- 「EIGHT」（1月31日・レイフル）
- 「EIGHT Vol.2」（4月18日・レイフル）
- 「GOKUERO 〜on the beach〜」（11月22日・レイフル）
- 「GOKUERO」（レイフル）
- 「GOKUERO vol.2」（レイフル）
- 「SEE-THROUGH」（レイフル）
- 「SEE-THROUGH vol.2」（レイフル）

2010年
- 「GOKUERO 〜極痴女〜」（1月24日・レイフル）
- 「GOKUERO ～workin’girl～」（レイフル）
- 「ダッチワイフ1号」（2月12日・キングダム）
- 「ダッチワイフ2号」（キングダム）
- 「水井真希・竹中知恵 ソーセージLOVE」（キングダム）
- 「Full-NUDE」（レイフル）
- 月刊水井真希6月号「水井真希のブライダルカタログ」（レイフル）
- 月刊水井真希7月号「極レズ」 （レイフル）
- 月刊水井真希8月号「夏の思い出」（レイフル）
- 「VOLTAGE-clash」（マーレーインターナショナル）
- 「Super Cyclone」（マーレーインターナショナル）
- 「Super Cyclone 2」（マーレーインターナショナル）
- 「超ぬきせん!」
- 「Ten-nyo（天女）」（メディアブランド）

### テレビドラマ
- 毎日放送「古代少女隊ドグーンV」第3話、第11話 - サキ 役

### ラジオ
- エフエム世田谷「FM∞TokyoSpiralRadio」2月5日

## 監督作品
- 【ら】（2015年）＊脚本も担当[17]